# Pusher
Pusher is een puzzel computerspel, ontwikkeld door JoWooD Vienna en uitgegeven door JoWooD Productions op 23 september 2002 (VS). De speler dient drie of meer bollen met dezelfde kleur in een rechte lijn bij elkaar te brengen waarna deze verdwijnen. De speler schiet nieuwe bollen tegen de bollen aan die al op het speelveld aanwezig zijn. Op vooraf bepaalde scores gaat de speler door naar het volgende level.
Er kunnen bonuspunten verdiend worden door de bollen in een bepaalde volgorde bij elkaar te brengen en weg te spelen. De speler krijgt ook bonuspunten wanneer alle bollen weggespeeld worden. Naarmate het spel vordert, komen er meerdere kleuren bollen en stijgt het tempo waarop het spel gespeeld wordt.
In recensies ontving het spel gemiddeld scores rond de 7 - 7.5.